# Soluções Urbanas
Soluções Urbanas é uma organização não governamental brasileira fundada no dia 10 de dezembro de 2002. Suas finalidades são: desenvolver projetos visando o planejamento urbano; oferecer assistência técnica, mão de obra e materiais necessários para melhorias habitacionais,  destinadas a moradias de baixo padrão habitacional edificadas em locais de riscos que podem impactar a qualidade de vida e segurança das próprias famílias e da população ao seu redor. 
Essas ações são realizadas devido ao grupo de voluntários formado por arquitetos urbanistas, engenheiros, geógrafos, sociólogos, médicos sanitaristas, economistas, administradores e comunicólogos.

## Fundadores
Mariana Estevão, fundadora da Soluções Urbanas e do Projeto Arquiteto de Família, graduou-se em Arquitetura pela Universidade Federal Fluminense e fez posteriormente pós graduação em engenharia de saúde pública, capacitando-se para trabalhar em favelas. Sua experiência profissional inclui a participação no Programa de Urbanização de Assentamentos Populares do Rio de Janeiro (PROAP), conhecido como Favela-Bairro, realizado no Rio de Janeiro entre 1995 e 2000 com o objetivo de implantar infraestrutura básica, serviços e equipamentos públicos e sociais de qualidade para comunidades de menor poder aquisitivo.
Durante a participação nesse projeto, a arquiteta testemunhou que as reformas dessas comunidades paravam na porta das casas das famílias, sem se prolongarem para o interior das habitações. Dentro das casas, as condições tendiam a permanecer precárias e a comprometer a saúde, a qualidade de vida, o bem estar e a segurança da comunidade.
A percepção dos limites do projeto Favela-Bairro é a base para o projeto chamado “Arquiteto Público”, idealizado por Mariana Estevão em 2001 e apresentado ao Centro de Arquitetura e Urbanismo do Rio de Janeiro. O então diretor do Centro, Marco Fonseca, realizou alguns ajustes na proposta inicial, com base no projeto Médico de Família, e criou o projeto Arquiteto de Família. Diante da indisponibilidade de recursos financeiros para colocar esse projeto em rigor, a arquiteta fundou, em 2002, a ONG Soluções Urbanas, no intuito de arrecadar fundos.

## Ações

### Projeto Arquiteto de Família
Dentre as principais ações da Soluções Urbanas está o Projeto Arquiteto de Família, projetado para oferecer apoio às famílias de baixa renda, para terem acesso a materiais e equipamentos de construção com qualidade para a realização de obras habitacionais, contando com a ajuda também dos arquitetos voluntários do projeto.
A execução do projeto piloto aconteceu na Comunidade Tavares Bastos, no bairro do Catete, no Rio de Janeiro. Contudo, somente a partir de 2007 o projeto vem se tornando realidade, inicialmente na Comunidade do Morro do Vital Brazil, em Niterói. Nesse local, 100 das 450 famílias cadastradas no projeto já tiveram suas casas reformadas, com apoio da parceria com o Instituto Vital Brasil, ITERJ, AU Casulo e da loja Leroy Merlin em Niterói. A execução do projeto também possibilitaram o crescimento demográfico na região depois de algum tempo.
A escolha das famílias e moradias acontece com base em três critérios: a renda da família deve ser no mínimo de três salários mínimos; os imóveis não podem apresentar situações de riscos insolúveis; os imóveis passam por um diagnóstico inicial. A intervenção deve ser capaz de reverter a situação precária, avaliada por meio de uma vistoria no local, pela elaboração de um diagnóstico inicial das necessidades habitacionais e posterior apresentação para toda a comunidade. A finalidade desse processo inicial é a definição conjunta das necessidades de reformas no local e das prioridades. Posteriormente, o foco passa a ser individualizado, entre as famílias, que desenvolvem com apoio de profissionais de arquitetura o diagnóstico personalizado das necessidades específicas, seguido da definição das fases do projeto executivo.
A realização das obras adota a estratégia da viabilização econômica, ou seja, são realizadas conforme a disponibilidade de microcréditos habitacionais, subsídios e recursos oriundos da Feira de Troca Solidária, no intuito de evitar qualquer tipo de fracasso durante a realização de alguma ação por falta de fundos. Além disso, as obras podem acontecer por meio de três processos: em mutirões, utilizando mão de obra local ou empreitadas, dependendo do perfil de cada obra.
A Feira de Troca Solidária, realizada uma vez a cada dois meses, permite acesso das famílias participantes do projeto a materiais de construção de qualidade, proveniente de doações, de sobras de obras ou descartes do comércio. O acesso a esse materiais acontece através de uma moeda social local, chamado “trocado vital”, desenvolvida de uma parceria da Soluções Urbanas com a Tetra Pak. Para adquirir essa moeda é realizada uma troca de embalagens de leite longa vida pós consumo, na qual quatro embalagens equivalem a uma moeda vital. Com isso, além de disponibilizar matérias de construções a baixo custo e de qualidade, incentivam também a reciclagem, pois essas embalagens são transformadas em telhas ecológicas que depois retornam à comunidade para serem utilizadas nas obras.

## Reconhecimentos
- Prêmio Generosidade 2012 - Rede Globo

## Ligações Externas
- Site oficial da Soluções Urbanas